# Marián Semančík
Marián Semančík (10. března 1948 – 4. ledna 2016) byl slovenský fotbalista. Po skončení aktivní kariéry působil jako trenér mládeže.

## Fotbalová kariéra
V československé lize hrál za Tatran Prešov. Nastoupil ve 27 ligových utkáních. S Prešovem se stal dorosteneckým mistrem Slovenska.

## Ligová bilance
| Ročník                                   | Zápasy | Góly | Klub          |
| ---------------------------------------- | ------ | ---- | ------------- |
| 1. československá fotbalová liga 1969/70 | 1      | 0    | Tatran Prešov |
| 1. československá fotbalová liga 1970/71 | 6      | 0    | Tatran Prešov |
| 1. československá fotbalová liga 1971/72 | 17     | 0    | Tatran Prešov |
| 1. československá fotbalová liga 1972/73 | 3      | 0    | Tatran Prešov |
| CELKEM                                   | 24     | 0    |               |